# セバスチアン・ティユスボルド
セバスチアン・ティユスボルド（Sebastien Tillous-Borde、1985年4月29日 - ）は、フランスの元ラグビー選手。

## プロフィール
- フランス・オロロン＝サント＝マリー出身。
- ポジションはスクラムハーフ(SH)。
- 身長 176cm、体重 87kg
- フランス代表通算キャップは19。
- ラグビーワールドカップ2015のフランス代表に選ばれた[1]。

## 略歴
ビアリッツ・オランピック、カストル・オランピックを経て、2011年、RCトゥーロンに加入。 
2018年、現役を引退後、同年、RCトゥーロンのコーチに就任。 